# Heinrich von Adrowski-Unukić
Heinrich von Adrowski-Unukić, avstrijski general, * 27. december 1839, † ?.

## Življenjepis
1. novembra 1893 je bil poslan na dopust in 1. julija 1909 je bil dokončno upokojen.
Poročen je bil s Albertino baronico Unukić (po poroki je Heinrich dodal njen priimek k svojemu), nečakinjo hrvaškega škofa Josip Juraj Strossmayerja.

## Pregled vojaške kariere
Napredovanja
- generalmajor: 1. maj 1888 (retroaktivno z 30. aprilom 1888)
- podmaršal: 1. november 1892 (retroaktivno z 28. oktobrom 1892)